# Bolillo con relleno

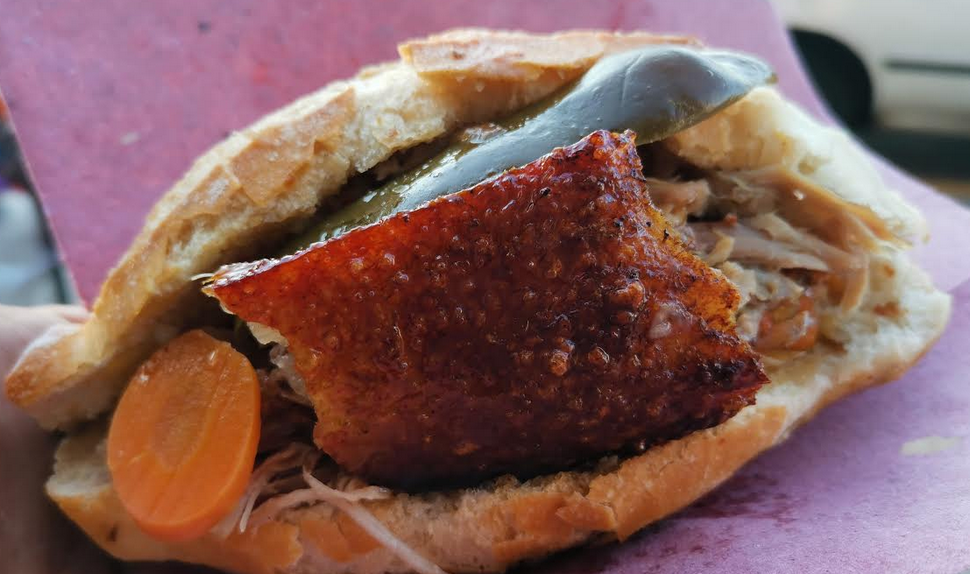
Foto de un bolillo con relleno

El bolillo con relleno, relleno de cuche o relleno de puerco estilo Guerrero es un platillo típico mexicano del estado de Guerrero, originario de Técpan, aunque algunos afirman que es originario de Acapulco. Es considerado un alimento costeño debido a las cercanías del mar en el estado, en poblados donde se consume como Coyuca, San Jerónimo y Acapulco, entre otros.
Se compone de un «bolillo de leña» (pan preparado en horno) que es relleno de cerdo (coloquialmente llamado «cuche») preparado principalmente con especias y chile guajillo, verduras en cubo y cocido en horno de barro. Este alimento es tradicionalmente vendido los domingos en las plazas por relleneros o relleneras de esta región costeña acompañado de chilate, bebida tradicional de la costa chica de Guerrero preparada con cacao.

## Historia
En años de la instalación de la Nueva España y el inicio de los viajes de expedición hacia Asia Oriental del Galeón de Manila. Ambos continentes intercambiaron la vestimenta, el arte y sobre todo la gastronomía, al introducir nuevas especias creó nuevas fusiones y sabores a la gastronomía de ese tiempo. Entre esas nuevas enseñanzas está el relleno de puerco, de origen filipino extraído de las costumbres de los viajeros provenientes de aquel galeón en el siglo XVI quienes buscaban un nuevo comienzo en América. El relleno de puerco surgió de dicha tradición cultural.

## Preparación
Los ingredientes del relleno son carne de puerco, especias, sal, pimienta, chile guajillo, papa, zanahoria, piña, plátano macho y pasas. La forma de preparación y marinado de la carne es una mezcla de chiles y especias para hacer el adobo con las especias: pimienta negra, mejorana y tomillo. Moler las hierbas y especias con la cebolla y el ajo. Luego, ralear la piel del puerco y marinar con ello y dejar reposar durante 24 horas agregando vinagre y sal al gusto para que se integren los sabores.
Verduras picadas tamaño cubo como papa, zanahoria, piña, plátano macho y pasas se colocan como una cama de bajo de la carne sobre una charola con cubierta de manteca de cerdo. Tradicionalmente, la cocción es de 6 a 8 horas en horno de barro también puede cocerse en horno convencional de gas durante 3 horas y 2 horas a fuego bajo (180 °C). Se sirve recién terminada la cocción en un pan bolillo de leña abierto 1 cucharada de la mezcla de verdura y encima carne de cerdo cocida con un tradicional cuerito de cerdo crujiente.